# Grogol Petamburan (Dżakarta Zachodnia)
Grogol Petamburan – dzielnica Dżakarty Zachodniej. 

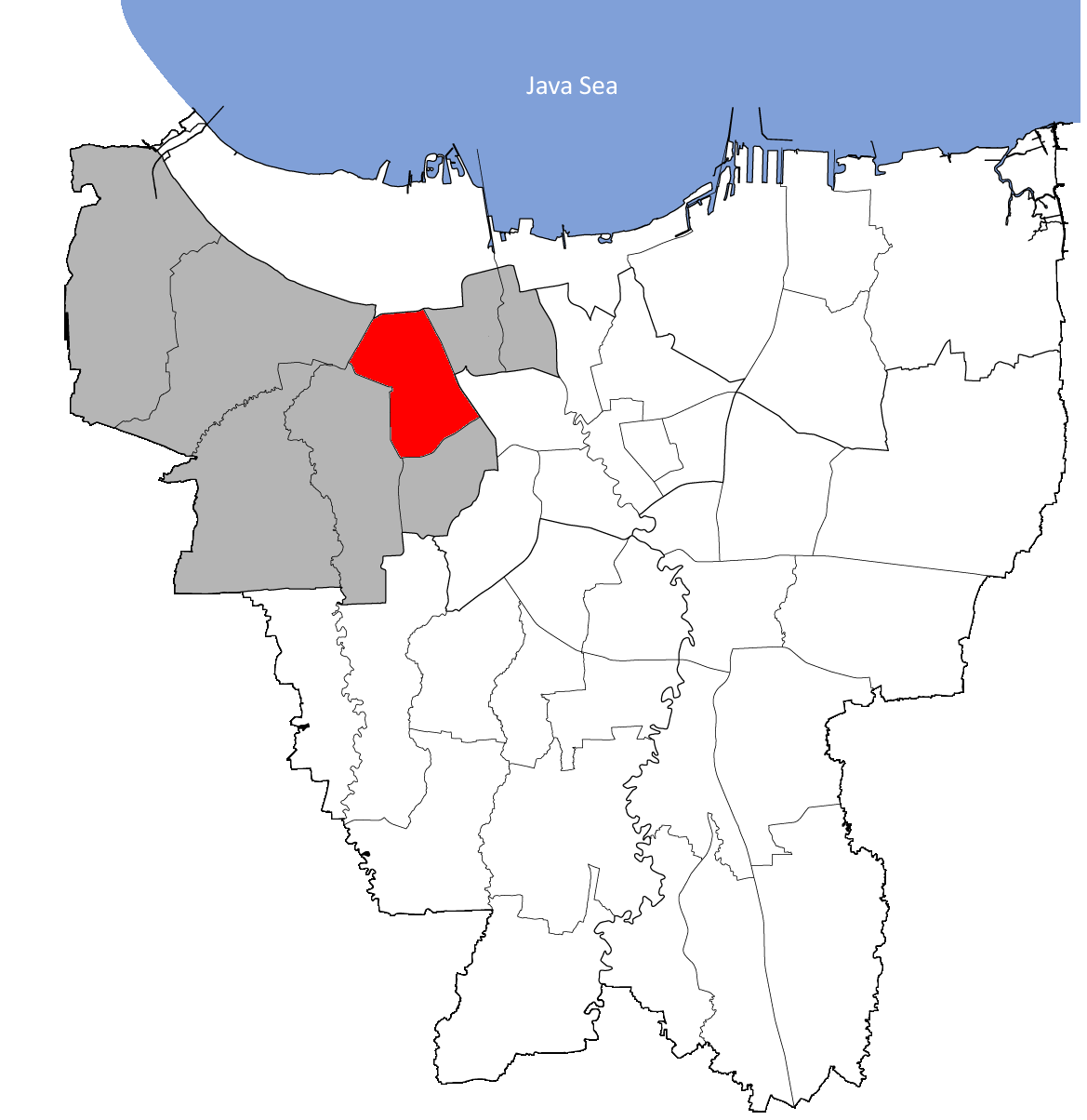
Grogol Petamburan na mapie Dżakarty

## Podział
W skład dzielnicy wchodzi siedem gmin (kelurahan):
- Tomang – kod pocztowy 11440
- Grogol – kod pocztowy 11450
- Jelambar – kod pocztowy 11460
- Jelambar Baru – kod pocztowy 11460
- Wijaya Kusuma – kod pocztowy 11460
- Tanjung Duren Utara – kod pocztowy 11470
- Tanjung Duren Selatan – kod pocztowy 11470

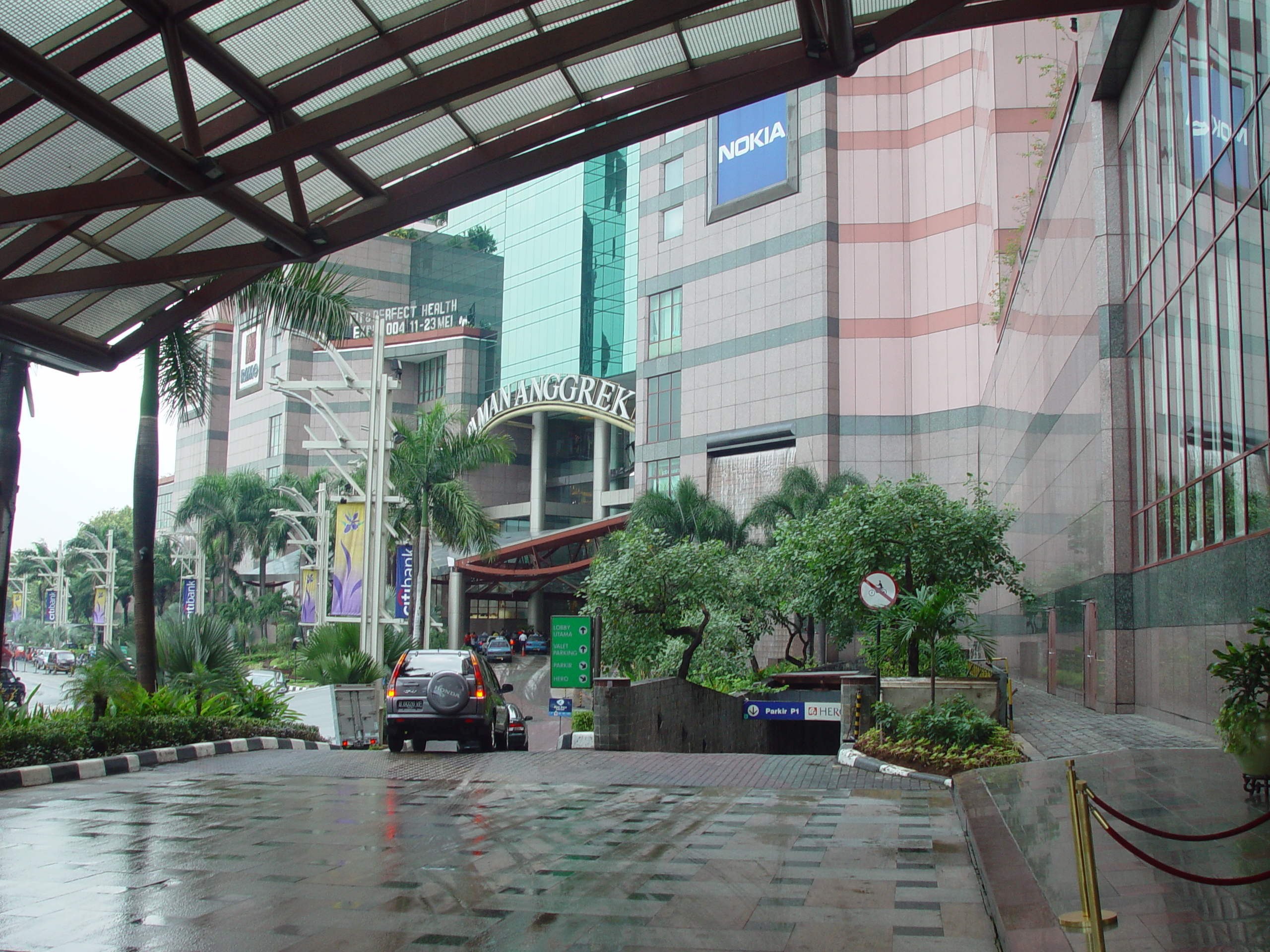
Centrum handlowe Taman Anggrek w Grogol Petamburan